# Dolice (Powiat Stargardzki)
Dolice (deutsch Dölitz i. Pom.) ist ein Dorf im Powiat Stargardzki (Stargarder Kreis) der Woiwodschaft Westpommern in Polen. Das Dorf ist der Verwaltungssitz der Gmina Dolice (Gemeinde Dölitz).

## Geographische Lage und Verkehrsanbindung
Das Dorf liegt in Hinterpommern an der Faulen Ihna (Mała Ina),  etwa 22 Kilometer  ostnordöstlich der Stadt Pyritz (Pyrzyce)  und 19 Kilometer westlich der Stadt Arnswalde (Choszczno).
An das Straßennetz ist das Dorf über die Woiwodschaftsstraße 122 angebunden, die Piasecznik (Petznick) mit  Pyrzyce und Banie (Bahn) sowie Krajnik Dolny (Nieder Kränig) verbindet.
Der Ort ist Bahnstation an der Bahnstrecke Posen – Stettin.

## Ortsname
Im Powiat Stargardzki gibt es noch einen weiteren Ort mit dem Ortsnamen Dolice. Dieser liegt 30 Kilometer nordwestlich, nämlich  Dolice (Konstantinopel) am Jezioro Dolice (Dölitzsee ).

## Geschichte

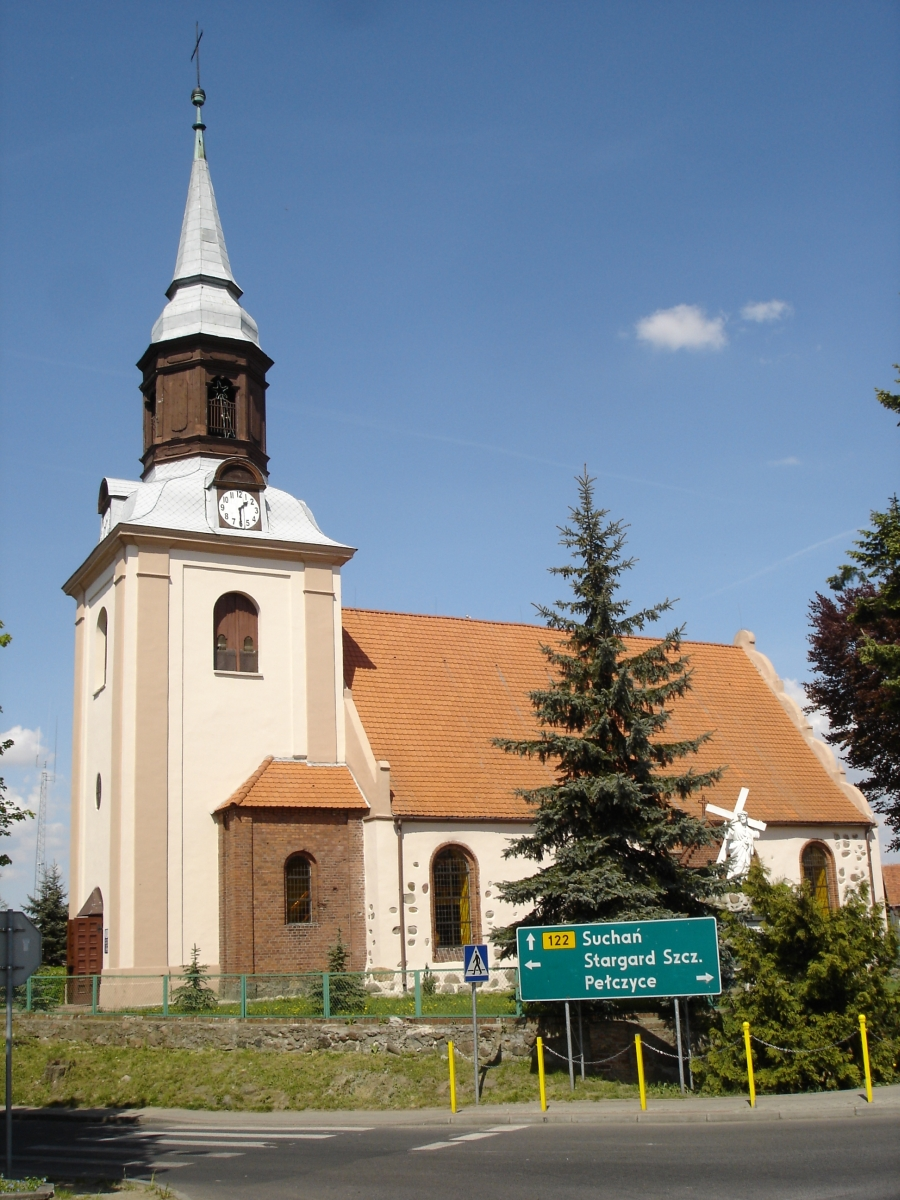
Dorfkirche (bis 1945 evangelisch.)

Aus vorgeschichtlicher Zeit stammen die Großsteingräber bei Dölitz, zwei megalithische Grabanlagen der jungsteinzeitlichen Trichterbecherkultur.
Urkundlich genannt wurde im 13. Jahrhundert mehrmals eine Ortschaft namens „Treben“, die in der Feldmark des späteren Dölitz lag. Im Jahre 1233 schenkte Herzog Wladislaw Odonicz von Polen das Dorf Treben dem Kloster Kolbatz, ebenso wie zugleich das Dorf Dobberphul. Dieselbe Schenkung erfolgte 1237 durch Herzog Barnim I. von Pommern. Offenbar sahen sich beide Herzöge als berechtigt an, über Treben zu verfügen. 1236 verlieh Bischof Konrad III. von Cammin dem Kloster Kolbatz den Zehnten in allen zum Kloster gehörenden Besitzungen, darunter auch in Treben. Ferner wurde Treben in Besitzbestätigungen für das Kloster Kolbatz aufgeführt, so 1235 und 1240 in Besitzbestätigungen durch Herzog Barnim I. von Pommern, 1237 in einer Besitzbestätigung durch Papst Gregor IX. und 1242 in einer Besitzbestätigung durch die Markgrafen Johann I. und Otto III. von Brandenburg.
Das Dorf Dölitz war eine Zeitlang ein Lehen der Familie Podewils, dann folgte eine Reihe  anderer Besitzer. Im Jahr 1903 richtete das  Preußische Kriegsministerium in Dölitz ein Remontedepot ein, zu dem Anlagen in   Neuhof  und in Petznik gehörten.
Dölitz i. Pom. bildete bis 1945 eine Gemeinde im Landkreis Pyritz der preußischen Provinz Pommern. Das Gemeindegebiet war 35,4 km² groß und umfasste 222 bewohnte Wohnhäuser. Zur Gemeinde gehörten neben Dölitz die Wohnplätze Bullenwerder, Erholungsheim, Forsthaus Dölitz i. Pom., Kolonie Neuhof und Vorwerk Neuhof.  Die Gemeinde zählte im Jahre 1925 1686 Einwohner in 419 Haushaltungen und im Jahre 1939 1862 Einwohner. Die Gemeinde bildete einen eigenen Amtsbezirk. Das zuständige Amtsgericht war das in Stargard.
Gegen Ende des Zweiten Weltkriegs besetzte im Frühjahr 1945 die Rote Armee die Region. Kurz darauf wurde Dölitz zusammen mit ganz Hinterpommern unter polnische Verwaltung gestellt. Anschließend begann in Dölitz die Zuwanderung polnischer Zivilisten. Dölitz erhielt den polnischen Ortsnamen Dolice. Soweit die Einwohner nicht geflohen waren, wurden sie in der darauf folgenden Zeit vertrieben.
Der Ort ist heute Sitz der gleichnamigen Landgemeinde im Powiat Stargardzki in der Woiwodschaft Westpommern (bis 1998 Woiwodschaft Stettin). Hier leben jetzt 2028 Menschen.

## Einwohnerzahlen
| Jahr | Ein- wohner | Anmerkungen                                                  |
| ---- | ----------- | ------------------------------------------------------------ |
| 1816 | 637         | [ 11 ]                                                       |
| 1867 | 845         | [ 12 ]                                                       |
| 1871 | 809         | davon 778 Evangelische, zwei Katholiken und 29 Juden         |
| 1905 | 1.142       |                                                              |
| 1925 | 1.686       | darunter 1.642 Evangelische und neun Katholiken, keine Juden |
| 1933 | 1.746       | [ 10 ]                                                       |
| 1939 | 1.862       | [ 10 ]                                                       |

## Kirche

### Kirchspiel/Pfarrei
Das Dorf Dölitz ist seit alters her Sitz eines Pfarramtes. Bis 1945 war hier das evangelische Kirchspiel Dölitz beheimatet, zu dem auch die Filialgemeinde Dobberphul (heute polnisch: Dobropole Pyrzyckie) sowie das Dorf Neuhof (Mogilica) gehörte. Anfangs war das Kirchspiel in den Kirchenkreis Jacobshagen (Dobrzany) im Ostsprengel der Kirchenprovinz Pommern der Kirche der Altpreußischen Union integriert. Anfang des 20. Jahrhunderts wechselte es in den Kirchenkreis Werben (Wierzbno) im Westprengel dieser Kirchenprovinz. Im Jahre 1940 zählte das Kirchspiel 2072 Gemeindeglieder.
Nach 1945 wurde Dolice Sitz einer katholischen Pfarrei. Sie ist in das Dekanat Choszczno (Arnswalde) im Erzbistum Stettin-Cammin eingegliedert. Die Pfarrkirche, die mit ihrem barocken Altar, Kanzel und Taufe beeindruckt, heißt heute Kościół pw. Chrystuza Króla (Christkönigskirche).

### Pfarrer bis 1945
Seit der Reformation und bis zur Vertreibung amtierten in Dölitz 16 evangelische Geistliche:
1. Johann Meine
2. Christian Kowlitz, ab 1591
3. Andreas Sievert, 1613–1647
4. Valentin Bernhagen, 1647–?
5. Peter Schüncke
6. Johann Christoph Eggert,
7. Immanuel David Crummon, 1712–1741
8. Johann Philipp Andreä, 1742–1781
9. Jakob August Peter Bluth, 1781–1808
10. Johann August Thilo, 1808–1828
11. C. Fr. Hoffmann, 1829–1856
12. Albert Julius Erdmann Lutsch, 1856–1881
13. Johann Martin Richard Fromholz, 1882–1904
14. Hermann Radke, 1904–1930
15. Erich Heydemann, 1931–?
16. Emil Plath, bis 1945 (war zugleich Superintendent des Kirchenkreises Werben)

## Söhne und Töchter des Ortes
- Martin Tetz (1925–2017), Theologe und Kirchenhistoriker